# Yang Kyoungjong
Yang Kyoungjong (* 3. März 1920 in Korea; † 7. April 1992 in Illinois) war angeblich ein koreanischer Soldat, der im Zweiten Weltkrieg in der Kaiserlich Japanischen Armee, in der Roten Armee und in der Wehrmacht diente. Sollte diese Version der Ereignisse stimmen, wäre Yang Kyoungjong der einzige bekannte Soldat, der während eines Krieges der jüngeren Geschichte in drei verschiedenen Armeen diente. Es sind jedoch, besonders in Yangs Heimatland Südkorea, Zweifel an der Echtheit seiner Geschichte genannt worden.

## Leben
Im Alter von 18 Jahren trat er der japanischen Kwantung-Armee bei und kämpfte 1938 im Japanisch-Sowjetischen Grenzkonflikt, in welchem er von der Roten Armee gefangen genommen wurde und während seiner Gefangenschaft Zwangsarbeit in einem Gulag verrichten musste. Während des Krieges gegen das Deutsche Reich wurde er 1942 gezwungen, auf Seiten der Sowjetunion gegen die Wehrmacht zu kämpfen. Er wurde 1943 in der Schlacht bei Charkow von deutschen Soldaten gefangen genommen und schloss sich der Wehrmacht an. In einer Kompanie, die aus ehemaligen sowjetischen Kriegsgefangen bestand, wurde er in die Normandie geschickt. Als 1944 die Alliierten im Zuge des D-Days an den Stränden der Normandie landeten, wurde er erneut gefangen genommen und nach England in ein Kriegsgefangenenlager verbracht. Später wurde er in ein Lager in den USA verlegt. Nach seiner Freilassung blieb er bis zu seinem Tod in den USA.

## Medieninteresse
Der Kriegsfilm Prisoners of War (2011) von Kang Je-gyu wurde durch Yangs Leben inspiriert.

## Historische Debatte über Yang Kyoungjongs Existenz
Im Dezember 2005 veröffentlichte der südkoreanische Privatsender SBS eine Dokumentation über Soldaten asiatischer Abstammung in der deutschen Wehrmacht. Diese Dokumentation kam zu der Schlussfolgerung, dass es zwar Asiaten in der Wehrmacht gegeben hatte, dass für die außergewöhnliche militärische Laufbahn Yang Kyoungjongs aber kein Beleg vorliegt.
Der amerikanische Historiker Martin Morgan bezweifelt, dass es sich bei dem Kriegsgefangenen auf der berühmten Fotografie um Yang Kyoungjong handelt. Laut Morgan zeigt das Foto einen Georgier des 795. Bataillons „Schalwa Maglakelidse“. Dieses Bataillon gehörte zur Georgischen Legion.
Andere Historiker haben die Geschichte Yang Kyoungjongs als echt wiedergegeben. Der britische Historiker Antony Beevor nutzt Yang in seinem Gesamtwerk über den Zweiten Weltkrieg, englischer Originaltitel The Second World War, als Beispiel des globalen Umfangs des Krieges. Yang ist die erste Person, die in der Einleitung zu Beevors Buch namentlich genannt wird. Außerhalb seiner Bücher nutzt Beevor die Geschichte Yangs auch in Artikeln für Zeitungen wie die Daily Mail.